# 吉林广播电视台
吉林广播电视台，是中华人民共和国吉林省一家主要从事广播电视节目制作、播出的特大型省属事业单位，由吉林人民广播电台和吉林电视台合并组建，于2018年10月31日成立。

## 历史沿革

### 广播
1945年11月21日，随着抗日战争的胜利，中国共产党当局（一说驻吉林地区八路军）回收吉林市南大马路的原满洲国“放送局”，并开始了最早的新闻广播。
1946年2月，吉林广播电台改称吉林新华广播电台。
1949年5月1日，吉林新华广播电台改称吉林人民广播电台。当时仅设一套自办广播节目（即现在的新闻综合广播），但偶时会转播中央人民广播电台第一套节目，并且通过全省各地所搭设的发射站覆盖到吉林全域。
1993年1月1日，吉林经济广播（FM96.3/AM846）开播。
1994年1月1日，吉林东北亚音乐台（FM92.7）开播，后更名为吉林音乐广播。
1996年10月1日，吉林交通广播（FM103.8）开播。
2001年7月1日，吉林健康娱乐广播（FM101.9）开播。
2005年1月1日，吉林资讯广播（FM100.1）开播。
2007年1月28日，吉林乡村广播（FM97.6）开播。
2008年10月1日，吉林旅游广播（FM103.3）开播。
2010年2月14日，吉林教育广播（FM96.3）开播。

### 电视
1959年9月27日，吉林人民广播电台电视部创办的长春实验电视台试发射成功，10月1日正式播出，每周1次。1960年5月1日，长春实验电视台改名为长春电视台:90-91。1977年7月1日，长春电视台开始试播彩色电视节目。1978年10月1日，长春电视台改称为吉林电视台:93。
1987年，建筑面积1.7万平方米的吉林彩电中心落成。
1999年5月1日，吉林电视台的第一套节目新闻综合频道上星播出，即“吉林卫视”。
2001年7月1日，吉林电视台乡村频道（JLTV-4）开播，是中华人民共和国第一个服务于“三农”的省级电视频道。
2001年9月3日，吉林电视台都市频道及其王牌民生新闻资讯节目《守望都市》开播，从最初的10分钟扩版到如今的90分钟，2008年1月1日起增加早间版和午间版，是全国最早开播的民生新闻节目之一。该节目历经过四度扩版，发展到如今的每天早中晚三个时段，160分钟滚动直播，成为整个吉林电视台影响力最大的电视新闻节目。
2001年9月3日，吉林电视台文体频道（JLTV-5）开播，后于2007年12月1日更名为生活频道。2010年8月起，开播大型婚恋交友节目《全城热恋》，被喻为“东北乡村版非诚勿扰”。该节目目前也在辽宁广播电视台北方频道、黑龙江广播电视台公共·农业频道播出。
2003年5月1日，吉林电视台公共频道（JLTV-6）开播。2013年1月15日，更名为公共·新闻频道。原公共频道《直播吉林》与生活频道《有事您说话》节目制播团队合并，更名改版为《第1播报》。
2003年12月28日，吉林电视台吉祥购物频道正式开播，它是由吉林电视台与上海合家购物有限公司联手推出的数字电视频道，后于2007年起改为家有购物频道（隶属于贵州广播电视台）。
2007年8月6日，吉林电视台法制频道（JLTV-7）开播，后于2013年5月改为综艺·文化频道，2017年5月7日改为“吉林电视7频道”。
2007年9月28日，位于长春市净月经济技术开发区卫星路2066号的吉林广电大厦落成。该建筑于2004年9月10日破土动工，总建筑面积95800平方米，是吉林省和长春市极具特色的标志性建筑之一。吉林省广播电影电视局、吉林人民广播电台、吉林电视台、吉林省广播电视监测台、吉林省音像资料馆五家单位入驻，入驻办公人员约1500人。
2007年10月19日，经国家广电总局批准，吉林电视台东北戏曲频道正式开播，为覆盖东北三省及内蒙古自治区四省区的数字付费电视频道。
2017年8月21日起，吉林卫视实现高标清16:9制式同步播出；2020年10月22日起，吉林电视台生活频道、影视频道、东北戏曲频道实现标清频道16:9播出；10月27日起，乡村频道、公共·新闻频道、7频道实现标清频道16:9播出；11月10日起，都市频道、篮球频道实现标清频道16:9播出，吉林卫视标清频道台标改为16:9格式。

### 机构整合
2018年10月31日上午，吉林广播电视台正式挂牌。吉林省委常委、宣传部部长王晓萍，副省长石玉钢出席揭牌仪式。
根据《吉林省机构改革方案》，整合吉林电视台、吉林人民广播电台，组建吉林广播电视台，作为吉林省政府直属事业单位，归属吉林省委宣传部领导。撤销吉林电视台、吉林人民广播电台。

## 服务

### 电视频道
吉林广播电视台的电视服务源于1959年10月1日成立的吉林电视台，是中华人民共和国成立的第七家电视台，现有7个电视频道。
| 頻道名稱         | 语言           | 广播格式                    | 开播時間 | 频道前身                                                                                     | 備註 |
| 吉林卫视         | 普通话         | SD: PAL 576i 16:9 HD: 1080i | 标清版：1959年10月1日（启播） 1999年5月1日（上星） 高标清数模同播：2015年3月25日 高标清16:9同播：2017年8月21日 | 吉林电视台（主频） 吉林电视台新闻综合频道                                                    | 卫星电视频道，曾经使用的口号： “碧落瑶池水，化作关东魂”； “吉祥中国，幸福家”； “中国梦，幸福家” |
| 都市频道         | 普通话         | SD: PAL 576i 16:9 HD: 1080i | 2001年9月3日                                                                                                   | 吉林电视台二套 吉林经济电视台 吉林电视台经济生活频道                                         | 以都市生活节目为主的电视频道 |
| 影视频道         | 普通话         | SD: PAL 576i 16:9 HD: 1080i | 2001年9月3日                                                                                                   | 吉林电视台有线频道 吉林有线电视台（北国电视台）综合频道 吉林有线电视台（北国电视台）影视频道 | 以影视节目为主的电视频道 |
| 乡村频道         | 普通话         | SD: PAL 576i 16:9 HD: 1080i | 2001年7月1日                                                                                                   | 吉林有线电视台（北国电视台）商务频道 吉林有线电视台（北国电视台）生活频道                    | 中华人民共和国第一个省级对农频道 |
| 生活频道         | 普通话         | SD: PAL 576i 16:9 HD: 1080i | 2001年9月3日                                                                                                   | 吉林有线电视台（北国电视台）信息频道 吉林有线电视台（北国电视台）文体频道 吉林电视台文体频道 | 以生活服务节目为主的电视频道 |
| 综艺·文化频道    | 普通话         | SD: PAL 576i 16:9 HD: 1080i | 2007年8月6日                                                                                                   | 吉林电视台法制频道（2007） 吉林电视台7频道（2017-2021）                                      | 以综艺、文化节目为主的电视频道，2017年4月1日，综艺·文化频道改名为7频道，但在2021年11月12日恢复名称。 |
| 长影频道         | 普通话         | SD: PAL 576i 16:9 HD: 1080i | 2004年1月1日                                                                                                   | 吉林电视台电影频道                                                                           | 独立台标，隶属于长影集团，广电总局备案挂名于吉林广播电视台。 |
| 延边卫视         | 普通话、朝鲜语 | SD: PAL 576i 16:9 HD: 1080i | 标清版：1993年9月3日（延边影视频道） 2006年8月10日（延边卫视） 合并：2009年 高标清16:9同播：2016年12月20日     | 延边有线电视台 延边电视台影视频道（YBTV-3）                                                  | 隶属于延边广播电视台，2011年起广电总局备案挂名于吉林广播电视台，但频道的节目制作、运营和播出仍然由延边广播电视台负责，在中国直播卫星户户通的二代机当中显示为“吉林朝语频道”（其余机型的卫星机顶盒均为“吉林延边朝鲜语”）。 |
| 吉林家有购物频道 | 普通话         | SD: PAL 576i 16:9 HD: 1080i | 2003年12月28日                                                                                                 | 吉林电视台吉祥购物频道（2003年12月28日-2007年）                                              | 电视购物频道，2007年改为现名 |

吉林省亦有另一家电视媒体，即吉林教育电视台，且不归吉林广播电视台负责，隶属吉林省教育厅负责。

#### 停播频道
- 篮球频道：全国覆盖的数字付费频道，2022年1月撤下卫星信号，2022年1月25日停播。
- 移动电视频道：开播时间不详，停播时间不详
- 公共·新闻频道：前身为吉林电视台公共频道，开播于2003年5月1日，以新闻节目为主，2013年1月15日改为现名，2025年1月21日停播。
- 东北戏曲频道：覆盖东北三省及内蒙古自治区的数字付费频道，2025年1月21日停播。

### 广播频率
吉林广播电视台的广播服务源于1945年11月21日开播的吉林人民广播电台，节目覆盖吉林省全部、黑龙江省南部、辽宁省北部和内蒙古自治区东部，日播出节目总量达到210小时，现有8个广播频率。
| 頻率名稱     | 语言   | 播出频率     | 开播時間       | 频率前身     | 備註 |
| 新闻综合广播 | 普通话 | AM738 FM91.6 | 1945年11月21日 | 吉林卫星广播 | 除吉林交通广播（FM103.8）为吉林全省覆盖的调频频率之外，其余频率均为长春市的播出频率，在其它地区的播出频率与此有出入（如吉林音乐广播在白山市的播出频率为FM99.4）。 |
| 交通广播     | 普通话 | FM103.8      | 1996年10月1日  |              | 除吉林交通广播（FM103.8）为吉林全省覆盖的调频频率之外，其余频率均为长春市的播出频率，在其它地区的播出频率与此有出入（如吉林音乐广播在白山市的播出频率为FM99.4）。 |
| 经济广播     | 普通话 | FM95.3 AM846 | 1993年1月1日   |              | 除吉林交通广播（FM103.8）为吉林全省覆盖的调频频率之外，其余频率均为长春市的播出频率，在其它地区的播出频率与此有出入（如吉林音乐广播在白山市的播出频率为FM99.4）。 |
| 乡村广播     | 普通话 | FM97.6       | 2007年1月28日  |              | 除吉林交通广播（FM103.8）为吉林全省覆盖的调频频率之外，其余频率均为长春市的播出频率，在其它地区的播出频率与此有出入（如吉林音乐广播在白山市的播出频率为FM99.4）。 |
| 音乐广播     | 普通话 | FM92.7       | 1994年1月1日   | 东北亚音乐台 | 除吉林交通广播（FM103.8）为吉林全省覆盖的调频频率之外，其余频率均为长春市的播出频率，在其它地区的播出频率与此有出入（如吉林音乐广播在白山市的播出频率为FM99.4）。 |
| 资讯广播     | 普通话 | FM100.1      |                |              | 除吉林交通广播（FM103.8）为吉林全省覆盖的调频频率之外，其余频率均为长春市的播出频率，在其它地区的播出频率与此有出入（如吉林音乐广播在白山市的播出频率为FM99.4）。 |
| 健康娱乐广播 | 普通话 | FM101.9      | 2001年7月1日   |              | 除吉林交通广播（FM103.8）为吉林全省覆盖的调频频率之外，其余频率均为长春市的播出频率，在其它地区的播出频率与此有出入（如吉林音乐广播在白山市的播出频率为FM99.4）。 |
| 旅游广播     | 普通话 | FM103.3      | 2008年10月     | 吉林故事广播 | 除吉林交通广播（FM103.8）为吉林全省覆盖的调频频率之外，其余频率均为长春市的播出频率，在其它地区的播出频率与此有出入（如吉林音乐广播在白山市的播出频率为FM99.4）。 |

#### 停播频率
- 教育广播，开播于2010年2月14日，是一套以教育资讯类节目为主的广播频率，覆盖长春及周边地区，2025年1月20日停播。

## 主持人
- 郭佳[28][29]
- 金柏安[30][31]
- 钟晓[32]
- 大卓[33][31]
- 朱进[29]
- 计燕（燕子）[34][14][35]
- 英子[36]

## 电视节目

### 吉林卫视
- 《新闻早报》[註 4]
- 《正午吉林》[註 5]
- 《吉林新闻联播》
- 《省长热线回声》
- 《欢乐送》
- 《天天五味评》（2011年）
- 《党建新视线》
- 《风尚东北亚》
- 《超级乐8点》（2006年~2010年）
- 《今晚》[註 6]
- 《最新关注》
- 《大牌生日会》（2013年）[註 7]
- 《回家》
- 《天地长白》（纪录片）
- 《高手在民间》

### 都市频道
- 《守望都市》[註 8][31]
- 《说实在的》（现已停播）
- 《都市朋友圈》（2016.8.1~2018.1.21，现已停播）
- 《超级课堂》（2018.1.22~2019.12.31，现已停播）
- 《拉大剧》（现已停播）
- 《娱乐双响炮》（现已停播）
- 《娱乐样样红之一转成双》[註 9]
- 《都市惠生活》
- 《都市帮就灵》

### 生活频道
- 《有事您说话》（2008.1.1~2012.12.31，2013年与公共频道《直播吉林》合并为《第1播报》并转入公共频道播出，现为《第1报道》）
- 《全城热恋》[註 10][14]
- 《燕子夜话》[35]
- 《故事客栈》[37]
- 《文化下午茶》[38]
- 《一起读书吧》[39]
- 《缘来不晚》
- 《金色芳华》
- 《青苹果乐园》[註 11][40]
- 《娱乐现场》（外购节目）
- 《非常静距离》（外购节目）
- 《超级访问》（外购节目）
- 《鲁豫有约》（外购节目）
- 《非常系列》[註 12]

### 乡村频道
- 《乡村四季12316》[41]
- 《二人转总动员》[註 9]
- 《寰宇地理》（外购节目）

### 影视频道
- 《人人都爱娱乐圈》（2010年）[42]
- 《我爱淘电影》

### 公共·新闻频道
- 《第1报道》[註 13][29]
- 《党风廉政进行时》
- 《大卓有一说二》（由原生活频道《大卓说事》（《有事您说话》板块）、公共·新闻频道《有一说二》合并而成）（现已停播）
- 《东北兄弟》（原名《新闻厨房》、《饭后一壶茶》）（现已停播）
- 《吉林卫生》
- 《第1生活》

### 综艺·文化频道
- 《吉林文脉》
- 《更吉林》

## 广播节目
- 《738早新闻》
- 《政风行风热线》
- 《晓声长谈》
- 《1038好人帮》
- 《1038车天下》